# Claës Livin (1719–1795)
Claës Livin, född 23 mars 1719 i Södra Vi församling, Östergötlands län, död 13 april 1795 i Björsäters församling, Östergötlands län, var en svensk präst.

## Biografi
Claës Livin föddes 1719 i Södra Vi församling. Han var son till kyrkoherden därstädes. Livin blev 1741 student vid Uppsala universitet och prästvigdes 15 maj 1748. Han blev 1755 komminister i Skänninge församling och avlade pastoralexamen 25 april 1763. Livin blev 4 oktober 1775 kyrkoherde i Björsäters församling, tillträdde 1777 och blev 14 januari 1789 prost. Han avled 1795 i Björsäters församling.

### Familj
Livin gifte sig 10 juni 1756 med Hedvig Margareta Trolle (1720–1796). Hon var dotter till häradshövdingen Israel Trolle i Aska härad och Göstrings härad och Inga Margareta von Rudbeck.